# الجامعة البوليفارية البابوية
الجامعة البوليفارية البابوية (بالإسبانية: Universidad Pontificia Bolivariana)‏ هي جامعة خاصة في كولومبيا يقع حرمها الجامعي الرئيسي في ميديلين، حيث تأسست عام 1936. يوجد حاليًا للجامعة حرم جامعي في مدن كولومبية أخرى، مثل بوغوتا وبوكارامانغا ومونتيريا وبالميرا. اعتبارًا من يناير 2021، قدّرت الجامعة عدد الطلاب على مستوى البلاد بـ 26.000 طالب.
تقدم الجامعة 74 برنامجًا جامعيًا و 68 برنامجًا للماجستير و 10 برامج دكتوراه على الصعيد الوطني. تجمع الجامعة برامجها التعليمية تحت كليات العمارة والتصميم والهندسة والعلوم الصحية والقانون والعلوم السياسية والعلوم الاستراتيجية (الإدارة) والعلوم الاجتماعية والتعليم والتدريس واللاهوت والفلسفة والعلوم الإنسانية. تُدير الجامعة أيضًا برامج المدارس الابتدائية والثانوية تحت مظلتها التعليمية.

يوجد بالجامعة العديد من الخريجين المتميزين مثل رئيس كولومبيا السابق بيليساريو بيتانكور، والسيدة الأولى السابقة لكولومبيا لينا ماريا مورينو ميخيا.

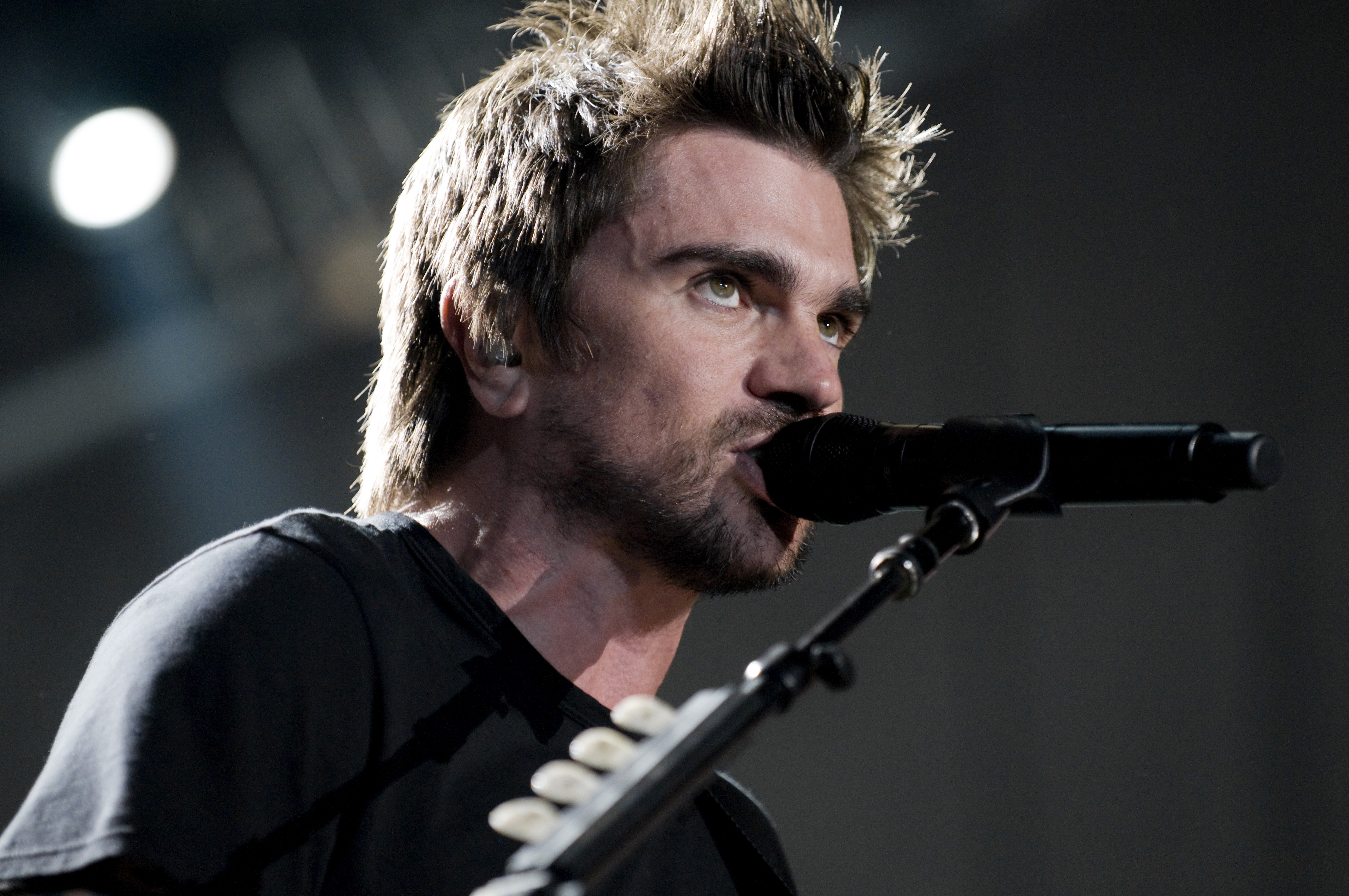
مغنّي البوب اللاتيني جيانز هو أحد خريجي الجامعة.
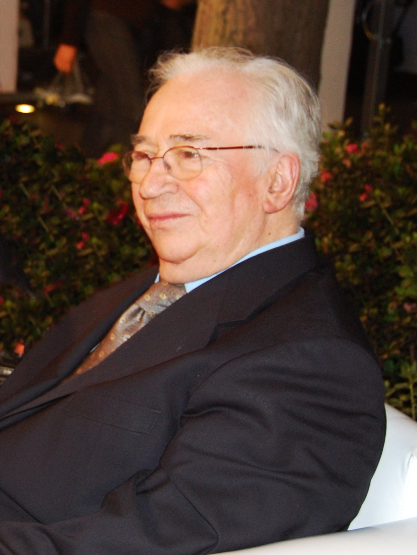
بيليساريو بيتانكور، رئيس كولومبيا السابق (1982-1986).
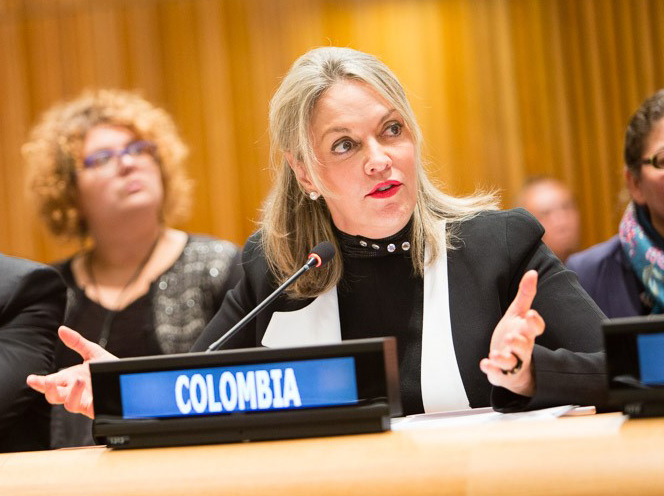
ماريا إيما ميخيا فيليز، سياسية وسفيرة سابقة لدى الأمم المتحدة (2014-2018).
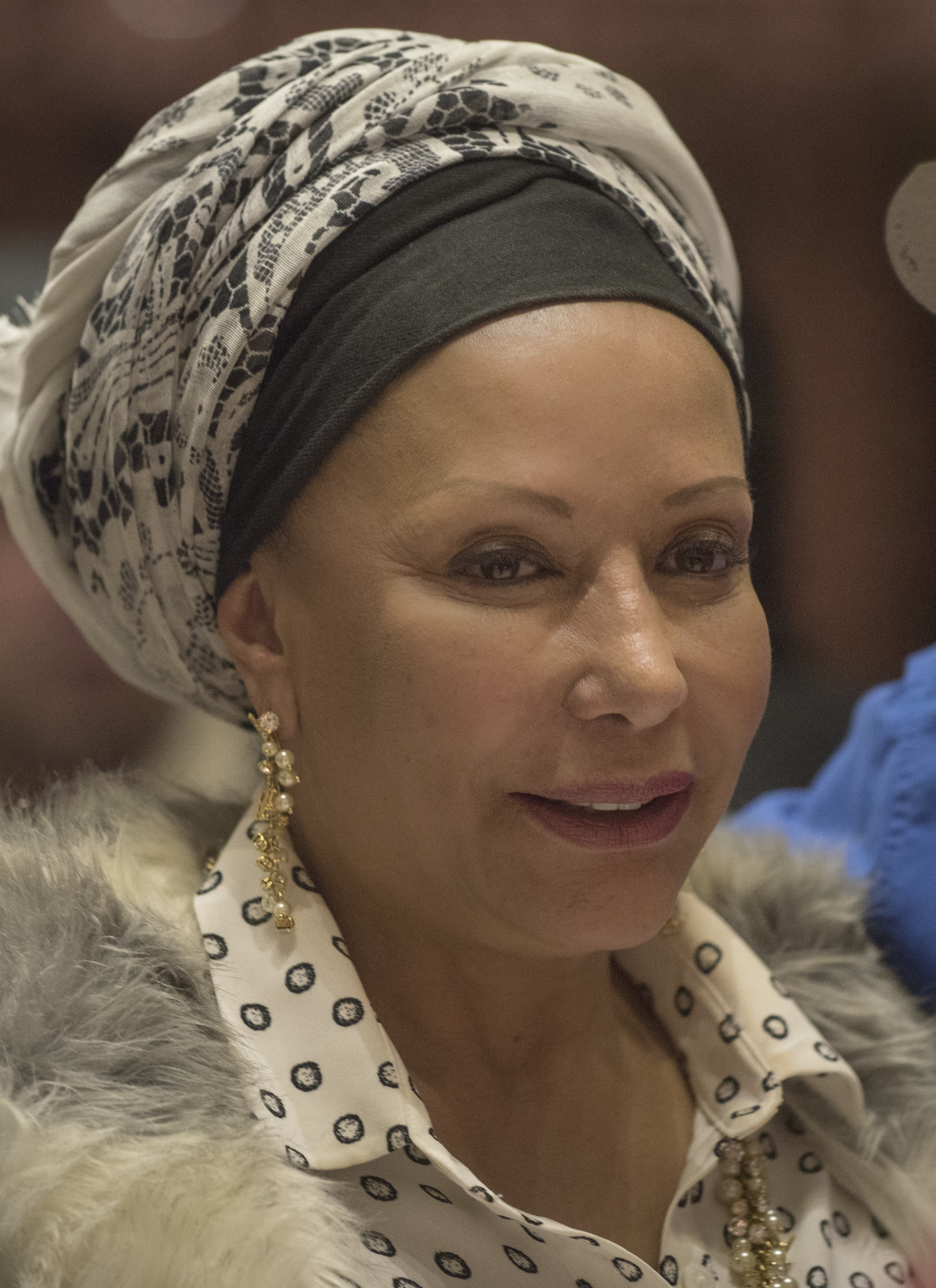
بيداد كوردوبا [الإنجليزية]‏، سيناتور جمهورية كولومبيا (1994-2010).

## تاريخ
تأسست الجامعة في 15 سبتمبر 1936، بموجب مرسوم صادر عن رئيس أساقفة ميديلين الكاثوليكي، المونسنيور تيبيريو دي خيسوس سالازار إي هيريرا باسم «الجامعة البوليفارية الكاثوليكية». بدأ الجامعة بكلية صغيرة و 78 طالبًا مسجلين في كلية الحقوق وكان المونسنيور مانويل خوسيه سييرا أول رئيس لها. في عام 1945، حصلت الجامعة على لقب البابوية من الكرسي الرسولي في عهد البابا بيوس الثاني عشر. مع الحق في استخدام عنوان البابوي، أصبح البابا المستشار الكبير للجامعة.
منذ بداية الجامعة، أراد المونسنيور مانويل خوسيه سييرا ترسيخ الجامعة على مُثل الإنسانية المسيحية ومُثُل ليبرتادور سيمون بوليفار.

## الكليات
يوجد بالجامعة برامج تمتد من المدارس الابتدائية والثانوية إلى برامج البكالوريوس والدراسات العليا:
| كلية العمارة والتصميم                                                          | كلية العلوم الصحية | كلية العلوم الاستراتيجية                           | كلية العلوم الاجتماعية                                                 | كلية الحقوق والعلوم السياسية | مدرسة التربية                                                 | كلية الهندسة | كلية اللاهوت والفلسفة والعلوم الإنسانية                       |
| ------------------------------------------------------------------------------ | ------------------ | -------------------------------------------------- | ---------------------------------------------------------------------- | ---------------------------- | ------------------------------------------------------------- | --- | ------------------------------------------------------------- |
| - العمارة والعمران - تصميم الجرافيك - التصميم الصناعي - تصميم الأزياء والملابس | - الطب - التمريض   | - إدارة الشركات - إدارة الأعمال الدولية - الاقتصاد | - التواصل الاجتماعي والصحافة - الدعاية - علم النفس - الخدمة الاجتماعية | - القانون - العلوم السياسية  | - التربية في الفنون - التعليم الإثني - الإنجليزية - الإسبانية | - الهندسة الكهربائية - هندسة الإلكترونيات - الهندسة الميكانيكية - الهندسة الكيميائية - هندسة الطيران - الهندسة الصناعية | - المؤلفات - التاريخ - الفلسفة - علم اللاهوت - التعليم الديني |

## التنظيم الأكاديمي والجغرافي

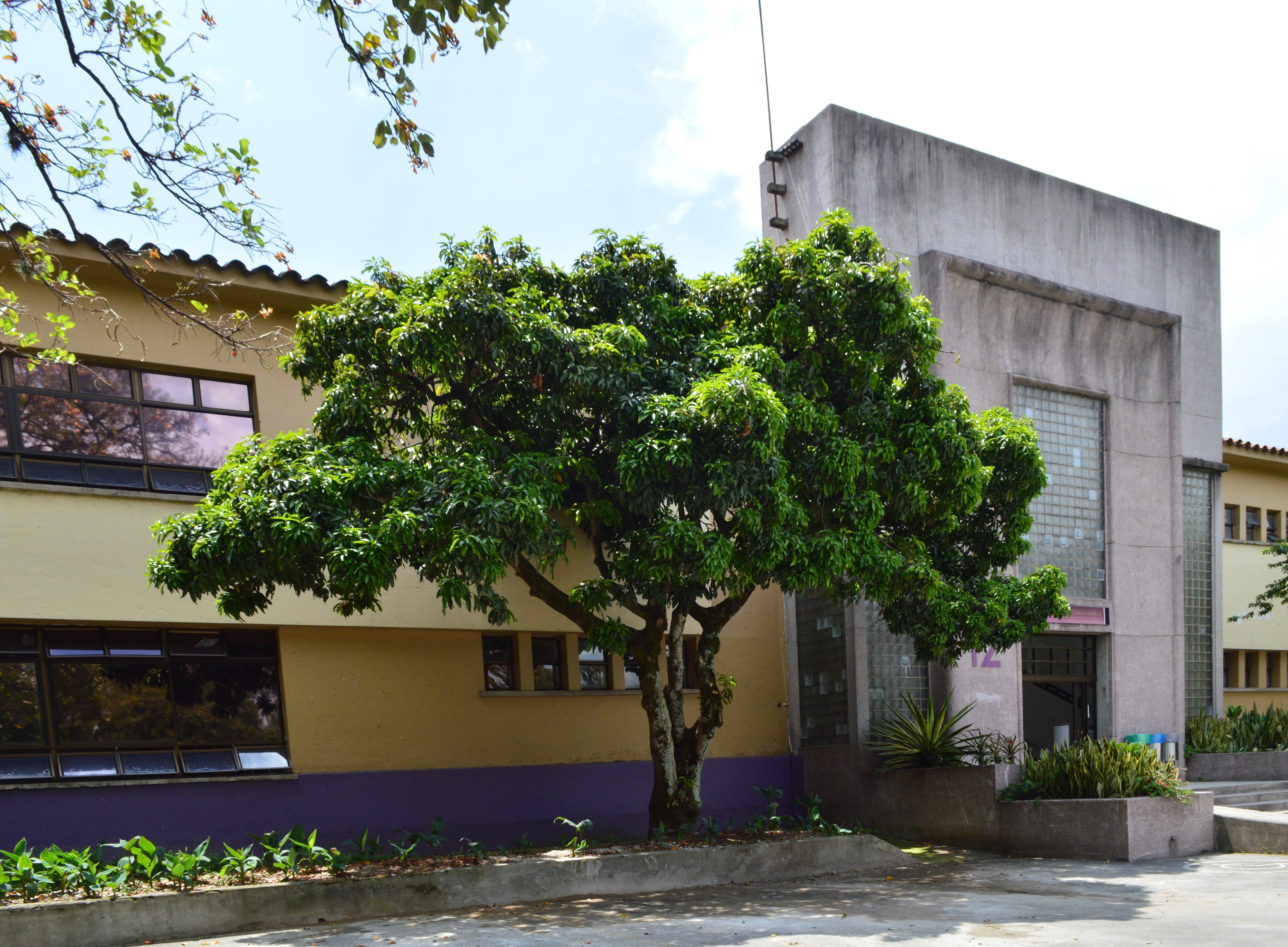
تأسست كلية الحقوق والعلوم السياسية عام 1936، وهي أقدم كلية في الجامعة.

يعتمد تنظيم الجامعة على أنواع مختلفة من الوحدات الأكاديمية وهي:
- المدرسة: تشمل كلية واحدة أو عدة كليات أو برامج أكاديمية في نفس مجال المعرفة.
- الكلية: تقدم منهجاً واحداً أو عدة مناهج للتكوين المهني.
- البرنامج: الخطة الأكاديمية التي توفر التعليم الأساسي أو المهني أو التكميلي أو العالي.
- المعهد: وحدة أكاديمية تعمل على تطوير المعرفة في منطقة ما من خلال الخدمات الأكاديمية والإرشاد الأكاديمي والبحث.
- المركز: يقدم خدمات أكاديمية داخل الجامعة أو خارجها.[4]

تتكون الجامعة من 8 مدارس (الحرم الرئيسي) و 19 مركزًا ومؤسسة ومعاهد (ميديلين) والأحرام الجامعية التابعة لها، و 13 مركزًا ومؤسسة ومعهدًا. تقدم الجامعة 42 برنامجًا جامعيًا و 156 برنامجًا للدراسات العليا: 11 برنامجًا للدكتوراه و 48 برنامجًا للماجستير و 97 تخصصًا.
| ميديلين (الحرم الجامعي الرئيسي) | بوكارامانغا                                                                                              | مونتيريا                                                                                                  | بالميرا                                                                                                  |
| --- | --- | --- | --- |
| - كلية العمارة والتصميم - كلية العلوم الاجتماعية - كلية العلوم الصحية والطب - كلية الحقوق والعلوم السياسية - كلية الاقتصاد والإدارة والأعمال - كلية التربية - كلية الهندسة - كلية اللاهوت والفلسفة والعلوم الإنسانية | - كلية العلوم الاجتماعية - كلية الاقتصاد والإدارة والأعمال - كلية الحقوق والعلوم السياسية - كلية الهندسة | - كلية العلوم الاجتماعية والإنسانية - كلية العمارة والهندسة - كلية الاقتصاد والإدارة والأعمال - كلية حقوق | - كلية العلوم الاجتماعية - كلية الاقتصاد والإدارة والأعمال - كلية الحقوق والعلوم السياسية - كلية الهندسة |

## البحث العلمي

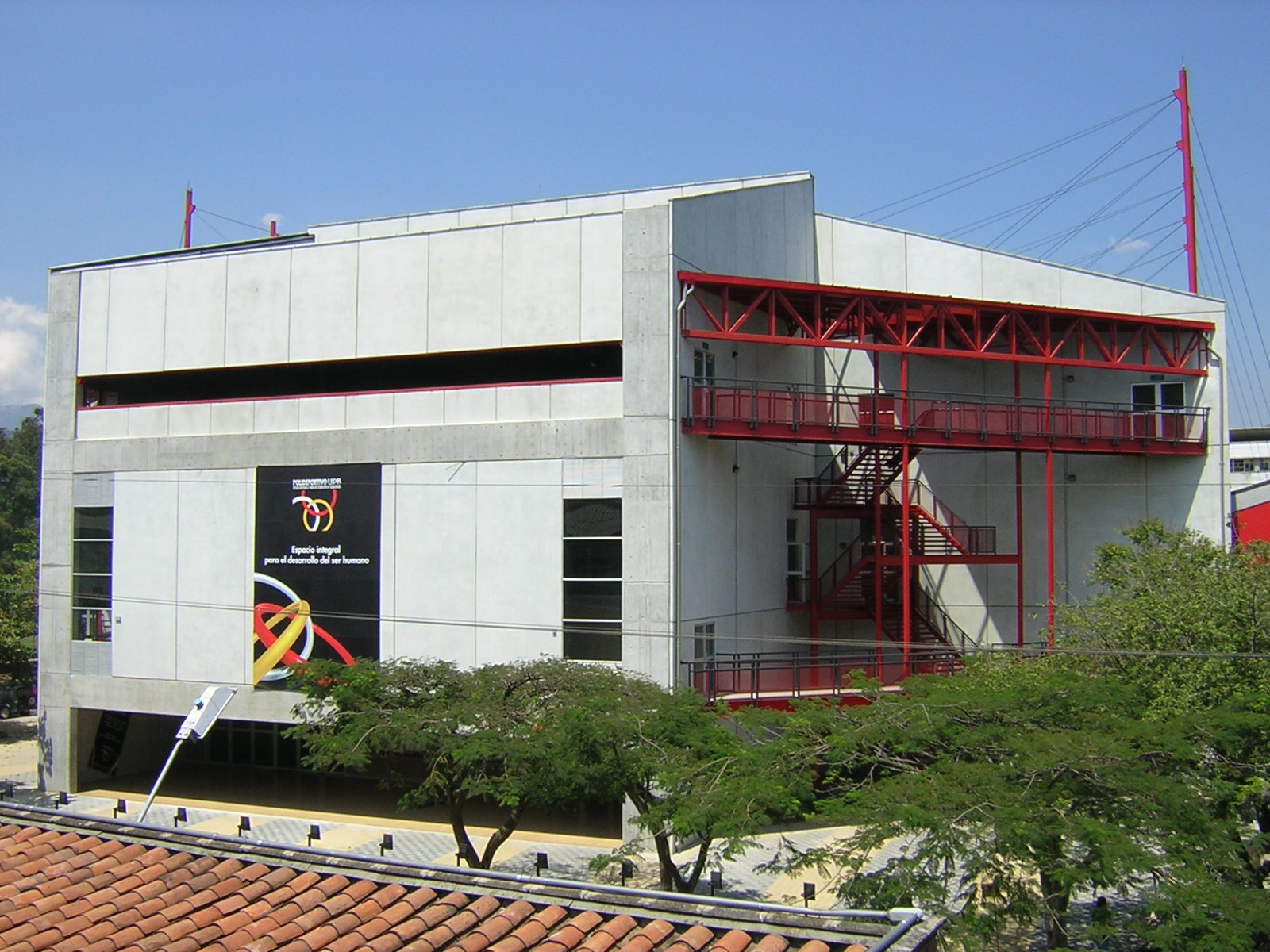
الحرم الجامعي الرئيسي بوليديبورتيفو ميديلين.

اعتبارًا من عام 2021، كان لدى الجامعة 315 باحثًا محاضرًا يعملون ضمن 91 مجموعة بحثية في جميع أنحاء كولومبيا. والتي تم تنسيقها من قبل المركز المتكامل لتطوير البحوث. يسعى المركز إلى الحفاظ على علاقة وثيقة وديناميكية بين الصناعة والأوساط الأكاديمية من خلال نقل التكنولوجيا والخدمات الاستشارية. تقع مجموعات البحث في حرم جامعي مختلف ومعظمهم في ميديلين. تركز مجموعات البحث جهودها في مجالات العلوم الصحية والعلوم الاجتماعية والهندسة.

## الحرم الجامعي

### الحرم الرئيسي

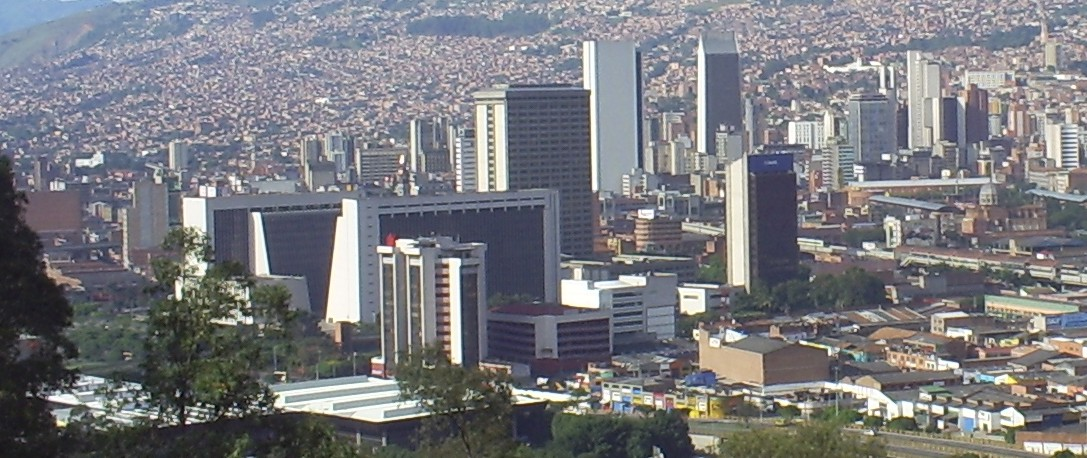
ميديلين هي المقر الرئيسي للجامعة.

يقع الحرم الجامعي الرئيسي في ميديلين ويضم الكنيسة الرئيسية وخدمات صحية للطلاب والمكتبة الرئيسية ومدارس الهندسة والعلوم الاجتماعية والعمارة واللغات، بالإضافة إلى مدارس التعليم الابتدائي والثانوي.

### بوكارامانغا
افتتح حرم بوكارامانغا في 12 يوليو 1991، في مدرسة الأبرشية. في عام 1998، أنشأت الجامعة مبناها الخاص على طريق بيديكويستا السريع، على بعد 7 كيلومترات من المدينة. بلغ عدد طلاب حرم بوكارامانغا التقديري في عام 2013 نحو 5800 طالب.
يضم حرم بوكارامانغا المدارس التالية:

#### مدرسة العلوم الاستراتيجية
- إدارة الأعمال
- إدارة الأعمال الدولية

#### مدرسة العلوم الاجتماعية
- التواصل الاجتماعي والصحافة
- علم النفس

#### كلية القانون والعلوم السياسية
- القانون

#### مدرسة الهندسة
- الهندسة الإلكترونية
- هندسة الحاسوب
- الهندسة صناعية
- الهندسة الميكانيكية
- الهندسة المدنية
- الهندسة البيئية

### مونتيريا
افتتحت الجامعة حرمها الجامعي في مونتيريا في 25 مايو 1995. يتوفر على برامج أكاديمية في القانون والإدارة والصحافة والهندسة والمعلوماتية والإلكترونيات والميكانيكية والصناعات الزراعية وإدارة البيئة والعديد من برامج الدراسات العليا. يقدر أن الحرم الجامعي يضم 2028 طالبًا.

### بالميرا
رسخت الجامعة وجودها في منطقة البن بالدولة من خلال حرمها الجامعي بالميرا. افتتحت الجامعة الحرم الجامعي في عام 2001 ببرامج مثل علم النفس والتسويق والموارد البشرية والإدارة والاقتصاد. تضم الجامعة حاليًا 218 طالبًا وهي أحدث حرم جامعي في كولومبيا.

## الانتماءات
الجامعة البوليفارية البابوية هي عضو في جمعيات وبرامج دولية مختلفة. وهي أيضًا في رئاسة اليونسكو للتنمية البشرية، وعضو في مؤسسة الدراسات في فرنسا. وهي تنتمي أيضًا إلى برنامج (Sígueme)، وهي مجموعة جمعت 10 جامعات كولومبية. لدى الجامعة البوليفارية البابوية اتفاقيات مع جامعات في ألمانيا والأرجنتين والبرازيل وكندا وتشيلي وإسبانيا وفرنسا والمملكة المتحدة وهولندا والمكسيك وبيرو وأوروغواي والولايات المتحدة وكولومبيا وكوبا وفنزويلا.

## المكتبات
لدى الجامعة نظام كامل للتوثيق والببليوغرافيا، حيث توجد المكتبة المركزية في مبنى مخصص من أربعة طوابق. كل مدرسة في الجامعة لديها مكتبة خاصة بها مرتبطة مع المكتبة المركزية.

## صور

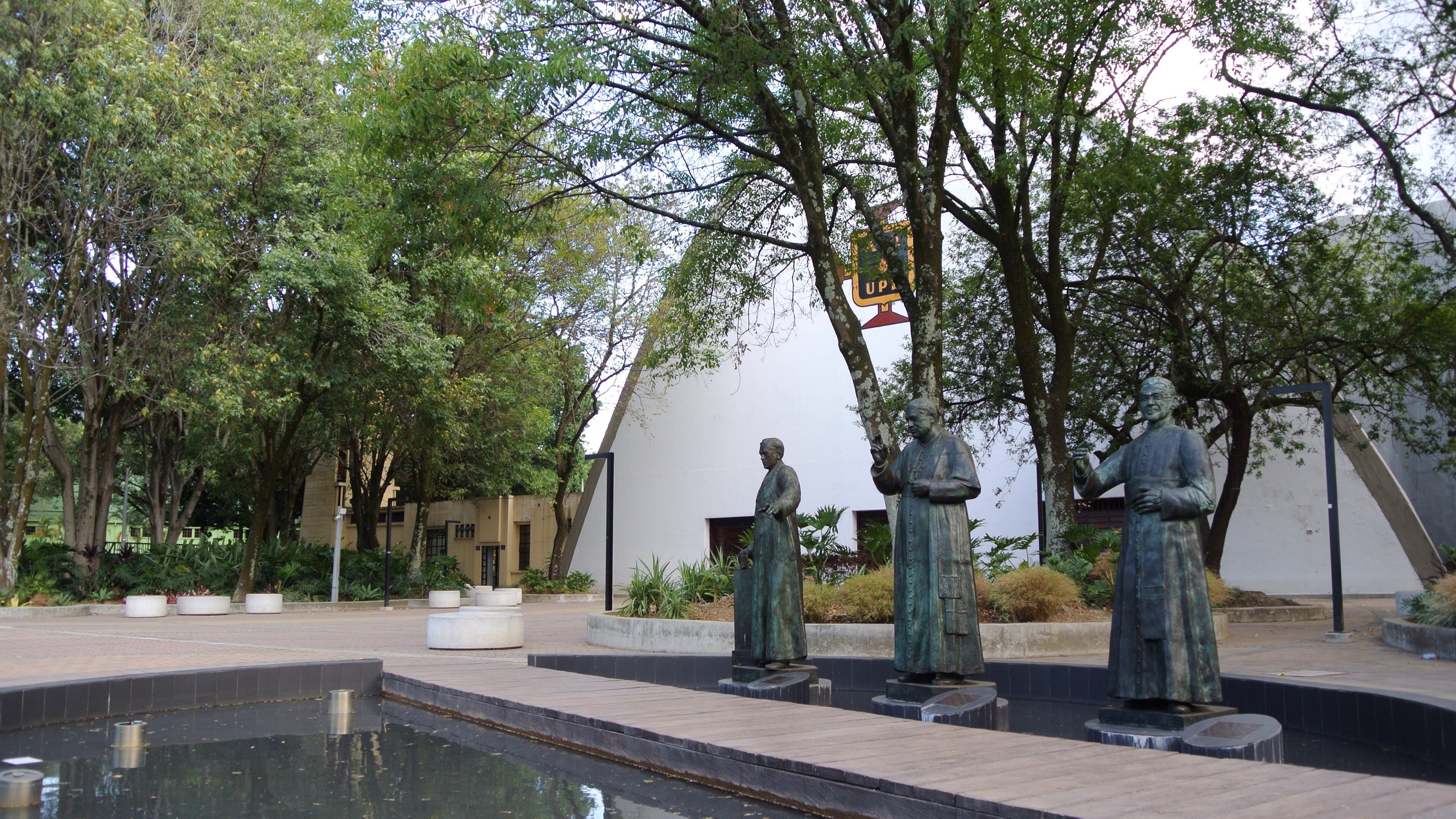
ساحة المؤسسين
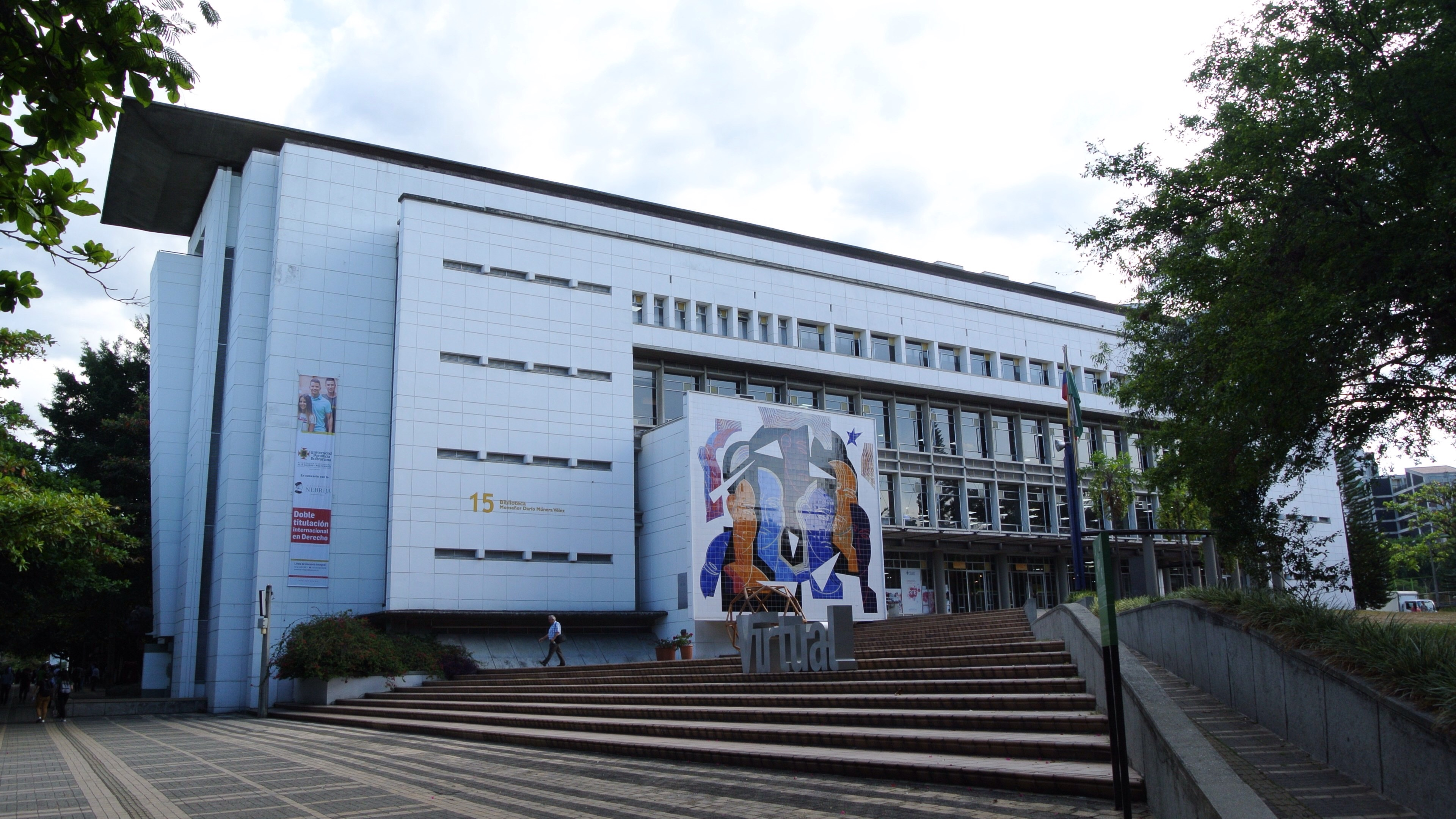
المكتبة المركزية
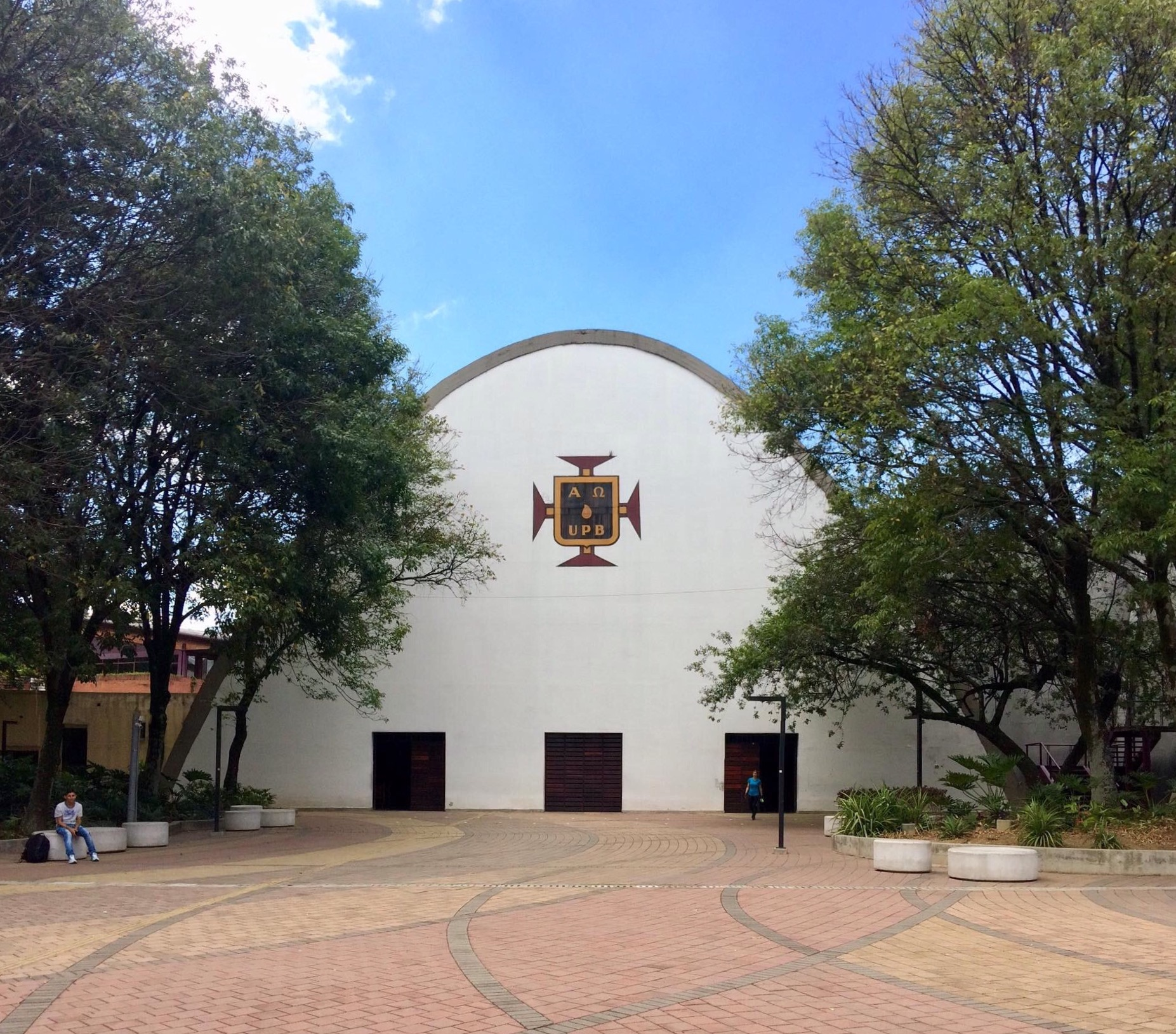
الكنيسة عند المدخل الرئيسي لحرم ميديلين في شارع 70